# Ruta del tambor y el bombo
En las comarcas del Bajo Aragón, Andorra-Sierra de Arcos y Bajo Martín (todas dentro del Bajo Aragón Histórico), en España, existen nueve localidades pertenecientes a la provincia de Teruel, en las que se puede seguir en Semana Santa una ruta excepcional por el modo especial que tienen de celebrar esos días la Pasión de Cristo. Es una costumbre procedente probablemente de alguna ceremonia ancestral, aunque históricamente se dice que proviene de la Edad Media, cuando los caballeros de las Órdenes Militares trajeron a estas tierras esos dos instrumentos de percusión.
La tradición consiste en empezar a tocar el bombo y el tambor (Romper la Hora) el Jueves Santo o el Viernes Santo, a una hora determinada. Este comienzo se llama «romper la hora», y se inicia en casi todos los pueblos el Jueves Santo a las 12 de la noche mientras que en Calanda es a las 12 del mediodía del Viernes Santo; también hay un toque particular y un color distinto para las túnicas de cada pueblo. El Romper la hora se inicia inmediatamente después de una señal especial que se da en la plaza del Ayuntamiento. Desde ese momento el estruendo acompasado de tambores y bombos no cesa hasta el Sábado Santo, la hora del cese varía de una localidad a otra, momento en que el silencio es expectante, y para que esto sea posible, los tamborileros se van turnando.

Hasta la década de 1980, en algunas de las localidades, sólo podían tocar el bombo o el tambor los hombres. A partir de esa fecha más o menos, las mujeres se han ido incorporando progresivamente, no quedando en este momento ningún pueblo de la ruta donde las mujeres no puedan tocar libremente. Cuando una cuadrilla de tamborileros se encuentra cara a cara en la esquina de dos calles, paran la marcha y siguen tocando cada vez con más fuerzas, como si iniciaran un "duelo a tambor" que puede durar hasta más de una hora.

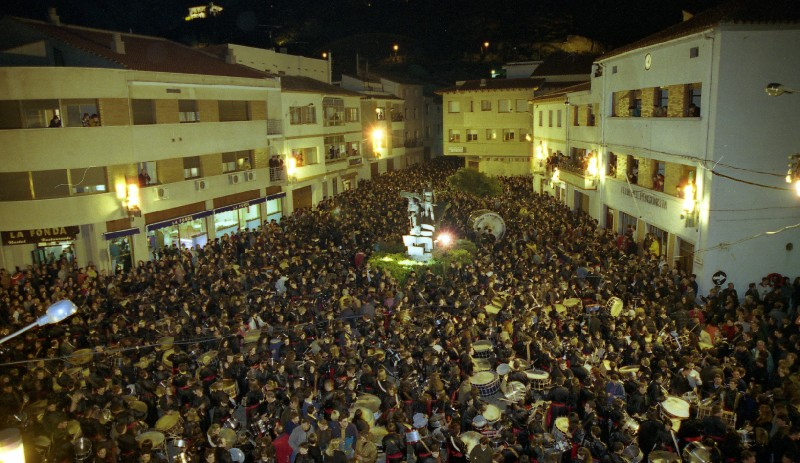
Romper la hora en la plaza del Regallo de Andorra (Teruel) Jueves Santo 24:00.

La primera Semana Santa de la ruta en ser declarada Fiesta de Interés Turístico Nacional fue la de Híjar, ya en 1980. Fue debido no solo a su antigüedad (ya en 1519, hace cinco siglos, el duque de Híjar encargó a los franciscanos la organización de la Semana Santa) sino también por cómo ha sabido mantenerse, con una pureza extraordinaria y sin influencias de otros lugares (no hay capirotes, solo terceroles; ni cofradías más allá de la Venerable Orden Tercera de San Francisco, encargada desde hace siglos de la organización, y la cofradía del Rosario, los rosarieros, que protagonizan la procesión de los Despertadores; y se conserva un excepcional conjunto de tradiciones que se han ido incorporando a lo largo de este medio milenio, como los rosarieros, a los que ya hemos aludido, el pregón del Santo Entierro y muchas otras, como el estremecedor momento de Romper la Hora, documentadas en Híjar al menos desde el siglo XIX y en algunos casos, como los cantos de los rosarieros, en el XVIII). En 2005 esa declaración se extendió al resto de la Ruta, que en 2014 fue declarada de Interés Turístico Internacional. 
En 2018 la UNESCO la ha incluido en la prestigiosa lista del Patrimonio Cultural Inmaterial de la Humanidad.

## Localidades

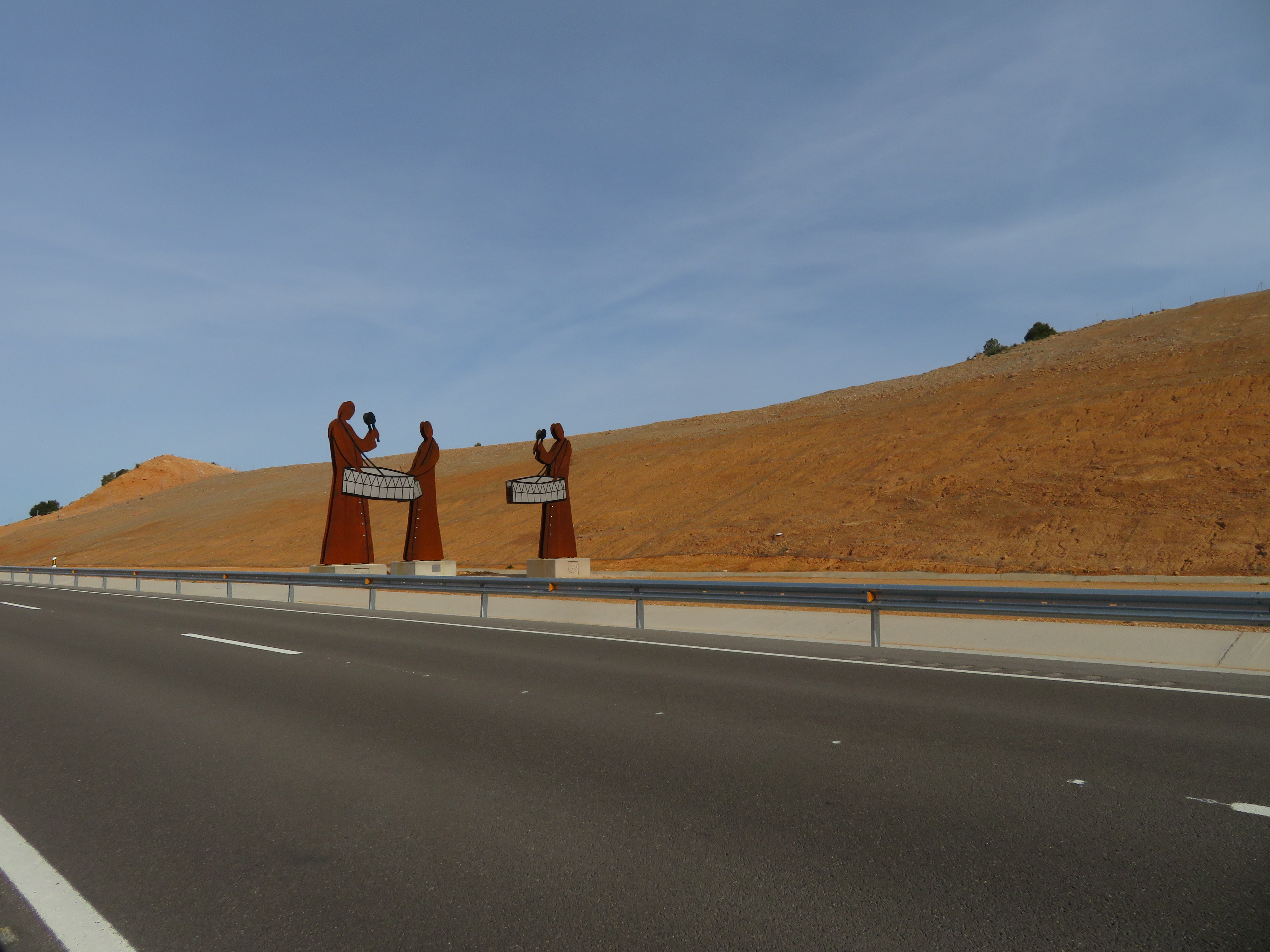
Ruta del tambor y el bombo. Tierra de Pasión.

Esta ruta comprende las siguientes nueve localidades de la provincia de Teruel y sus Cofradías:
- Albalate del Arzobispo, con su rompida de la hora la medianoche del Jueves Santo desde la plaza de la iglesia, declarada conjunto histórico-artístico.
- Alcañiz, con su procesión del "Sellado del Sepulcro", el sábado Santo.
- Alcorisa, con la pasión viviente en el "Drama de la Cruz del monte Calvario".
- Andorra (Andorra en la provincia de Teruel, no confundir con Andorra la Vieja, Principado de Andorra).
- Calanda, con su romper de hora al mediodía del Viernes Santo.
- Híjar, El momento de Romper la Hora es en la medianoche del Jueves Santo. También son de destacar los cantos de los Rosarieros en la madrugada, dentro de la procesión de los Despertadores. Junto con la de Alcañiz, son las dos celebraciones más antiguas y tradicionales, en las que el toque del tambor se documenta desde más antiguo. [cita requerida]
- La Puebla de Híjar, con su romper la hora y el cese del sábado.
- Samper de Calanda, con sus matracas y el Cristo de la cama que es articulado, único y se usa para el acto del descendimiento.
- Urrea de Gaén, que tiene una Semana Santa más familiar y singular recorriendo las calles y plazas de la que es considerada la última aljama de Aragón.

## Lista de cofradías

### Albalate del Arzobispo
Los orígenes de la Semana Santa de Albalate del Arzobispo hay que buscarla en la Orden Tercera de San Francisco que promovió el Viacrucis en el Calvario. Las primeras referencias sobre el toque del tambor en Albalate datan de 1929. Los cofrades visten hábitos de negro satinado ornados con pañuelos blancos al cuello. Albalate rompe la hora el Jueves Santo a las 12 de la noche.

#### Cofradías
- Cofradía de la Entrada de Jesús en Jerusalén de Albalate del Arzobispo
- Cofradía de la Virgen de los Dolores de Albalate del Arzobispo
- Cofradía del Cristo Yacente de Albalate del Arzobispo
- Cofradía de Jesús Nazareno de Albalate del Arzobispo
- Cofradía de la Coronación de Espinas de Albalate del Arzobispo
- Cofradía de la Oración de Jesús en el Huerto de Albalate del Arzobispo
- Cofradía de Nuestra Señora de la Piedad de Albalate del Arzobispo
- Hermandad del Santo Calvario o de las Siete Palabras de Albalate del Arzobispo
- Cofradía de Alabarderos de Albalate del Arzobispo

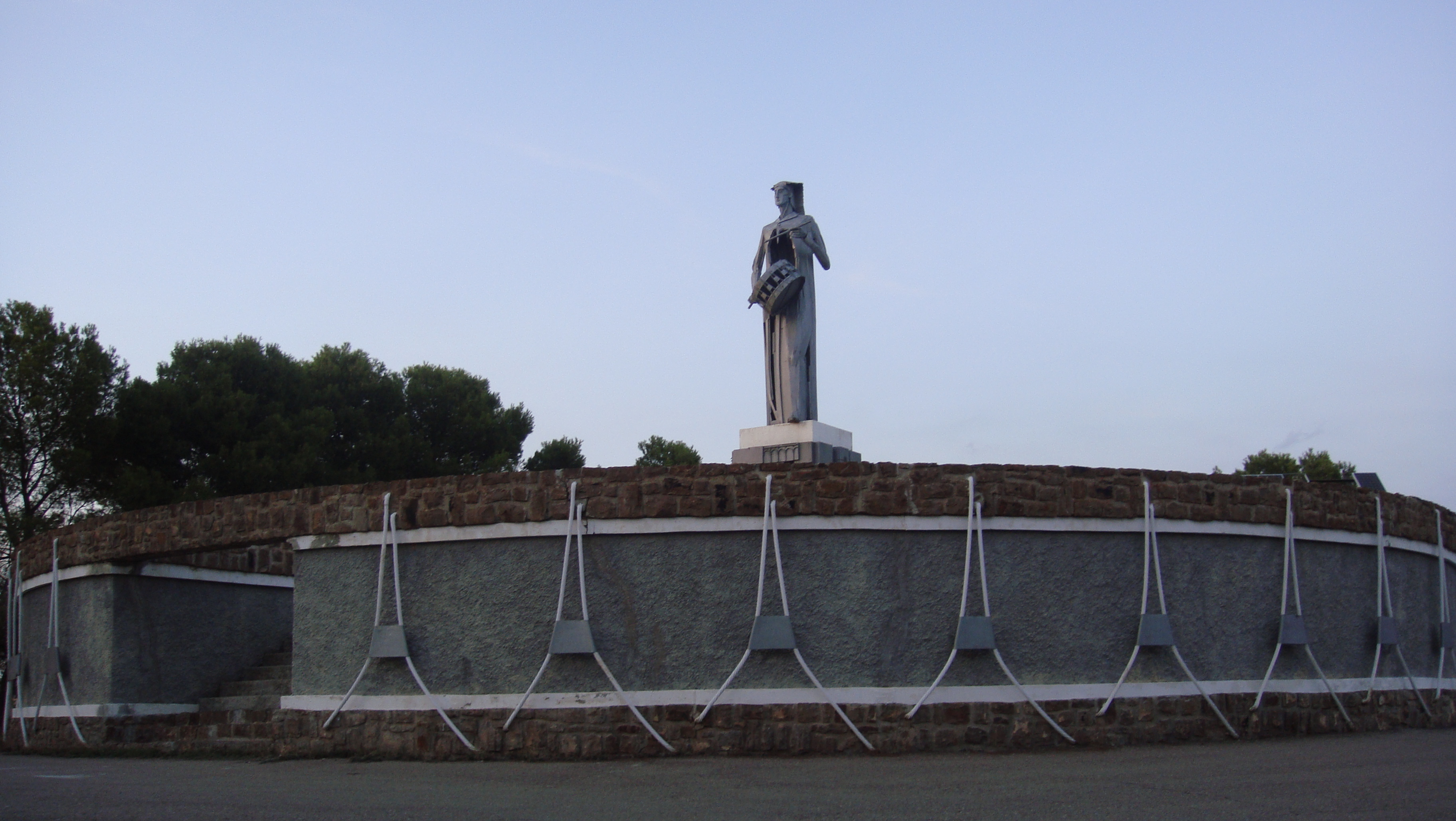
Monumento al tambor en la Estanca de Alcañiz.

### Alcañiz
En Alcañiz, a diferencia que en otras localidades en las que se produce la "Rompida de la Hora", el Jueves Santo se da un toque de tambores en silencio para mostrar tristeza, igualmente destaca la procesión del "Sellado del Sepulcro" el sábado Santo.
- Hermandad de El Silencio
- Hermandad de Jesús Nazareno
- Cofradía del Santo Entierro
- Cofradía de las Esclavas de la Soledad

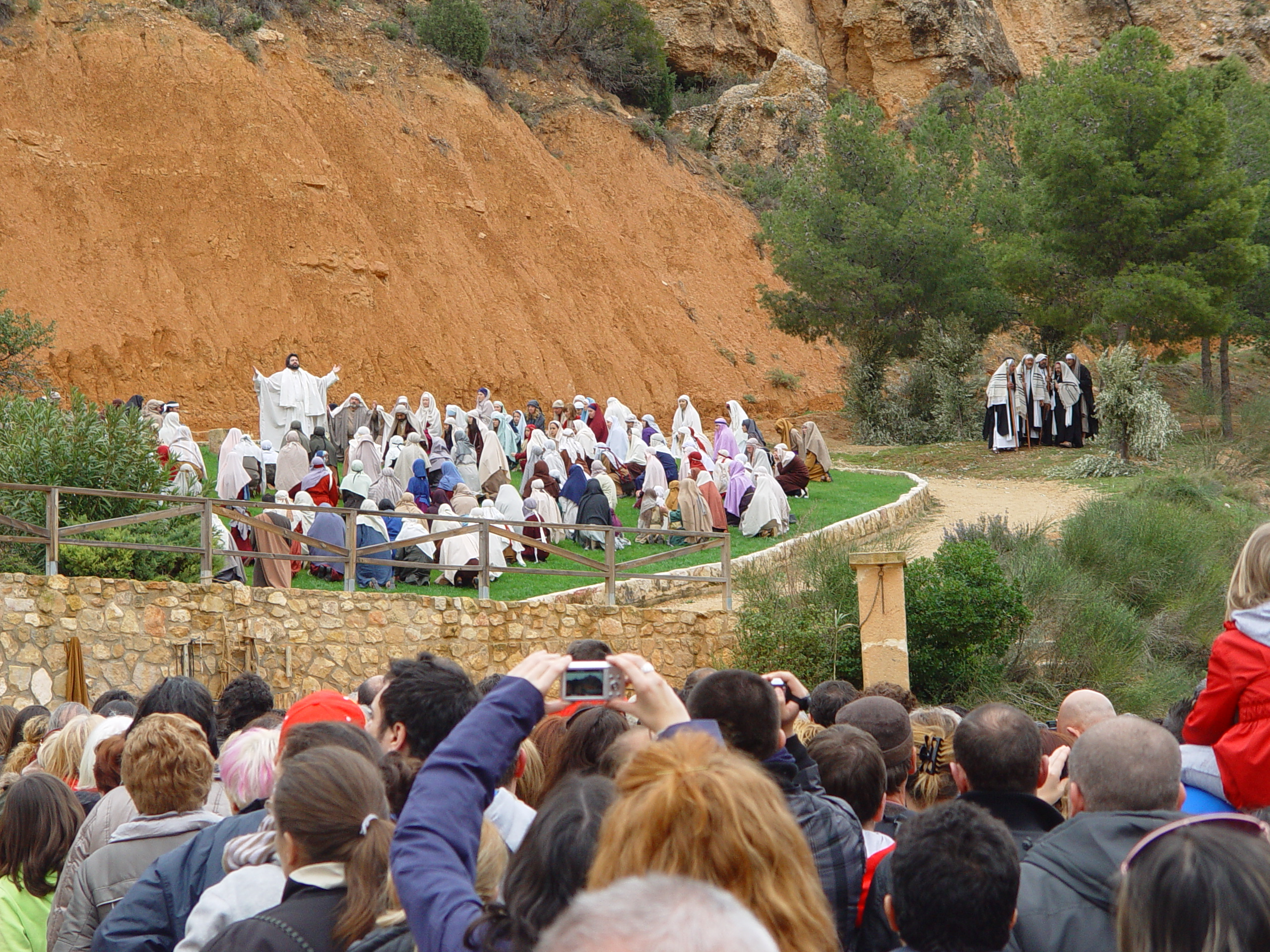
Drama de la Cruz, monte Calvario, Alcorisa

### Alcorisa
Pasión viviente en el Drama de la Cruz del monte Calvario. 
- Guardias Romanos
- Cofradía de la Sangre de Cristo
- Cofradía de la Virgen de los Dolores
- Cofradía de la Santa Cama
- Cofradía de Jesús Nazareno
- Cofradía de la Verónica
- Cofradía de San Juan
- Cofradía de la Piedad de Nuestra Señora
- Cofradía de la Coronación de Espinas
- Cofradía de la Oración en el Huerto

### Andorra

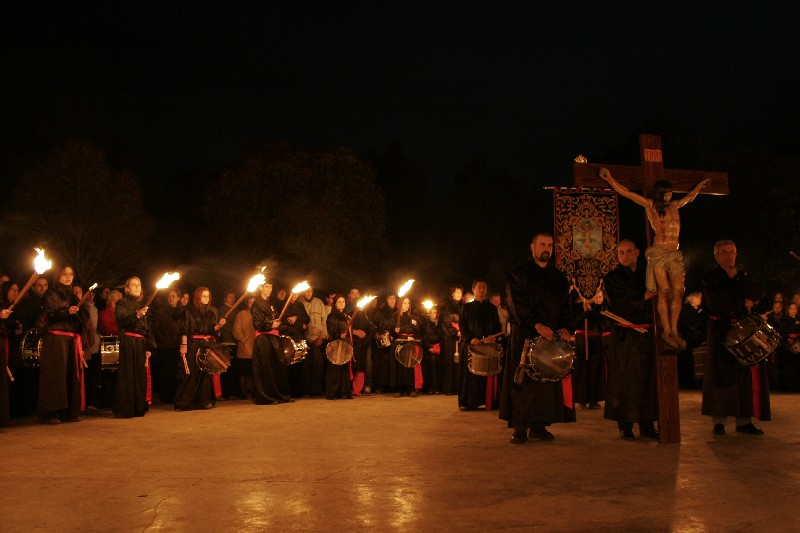
Procesión de las Antorchas en el Monte San Macario de Andorra.

Romper la hora en la noche del Jueves Santo. La Semana Santa de Andorra (Teruel) se compone de las siguientes cofradías:
- Cofradía de la Entrada de Jesús en Jerusalén
- Cofradía de la Oración del Huerto
- Cofradía de Nuestro Señor Atado a la Columna
- Cofradía de Jesús Sentenciado a Muerte
- Cofradía de la Verónica
- Cofradía de Santa María Magdalena
- Banda de Penitentes
- Cofradía de Jesús Nazareno
- Cofradía de San Juan
- Cofradía del Descendimiento de la Cruz y la Piedad de Nuestra Señora
- Cofradía de la Virgen de los Dolores
- Cofradía de Manolas
- Cofradía del Santo Entierro
- Cofradía de Jesús Resucitado
- Cofradía del Cristo de los Tambores y Bombos

### Calanda
Romper la hora al mediodía del Viernes Santo. 
- Cofradía del Santísimo

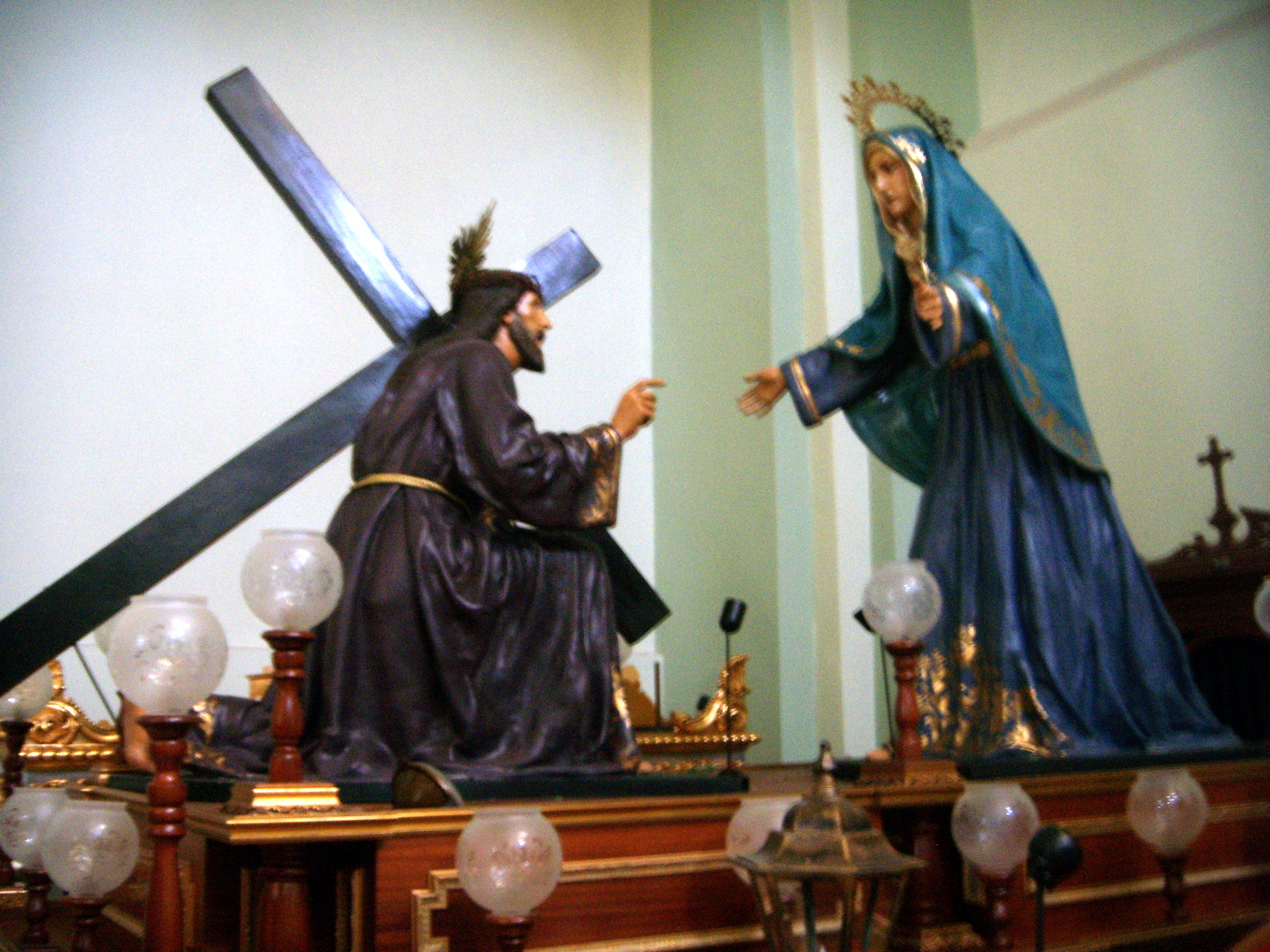
Paso de la cofradía de Calanda El Encuentro, obra de José Lamiel.

- Cofradía de las Esclavas de la Virgen de los Dolores
- Cofradía del Santo Ángel
- Cofradía de Jesús Nazareno (Página web oficial de la Cofradía de Jesús Nazareno)
- Cofradía del Cristo Crucificado
- Cofradía de la Entrada de Jesús en Jerusalén (Página web oficial de la Cofradía de Jesús Entrando En Jerusalén)
- Cofradía de San Pedro
- Cofradía de María Magdalena
- Cofradía del Encuentro

### Híjar
No tiene cofradías propiamente dichas ya que se organiza por cuadrillas y luego por peanas.
El Romper la hora es ritual y solemne. 
- Alabarderos
- Cofradía de Nuestra Señora del Rosario
- Paso de la Burrica
- Paso de la Cama
- Paso de la Cena
- Paso de la Coronación de Espinas
- Paso de la Oración en el Huerto
- Paso de la Soledad
- Paso de la Virgen de los Dolores
- Paso de los Azotes
- Paso de Pilatos
- Paso de San Juan
- Paso del Cristo Atado a la Columna
- Paso del Cristo Crucificado
- Paso del Descendimiento
- Paso del Encuentro
- Venerable Orden Tercera de San Francisco

### La Puebla de Híjar

#### Tambor de honor
El Tambor de Honor es un reconocimiento que el Ayuntamiento de Puebla de Híjar otorga a personalidades destacadas en el panorama político estatal y a personas que han llevado el nombre de Aragón o de la Ruta del tambor y el bombo por el mundo y de alguna u otra manera han hecho promoción de las virtudes de la región.

#### Cofradías
- Cofradía de Jesús Nazareno
- Cofradía de San Juan
- Cofradía de Cristo Crucificado
- Cofradía de la Virgen Dolorosa
- Cofradía del Cristo Yacente
- Cofradía de Alabarderos
- Cofradía de la Entrada de Jesús en Jerusalén
- Cofradía de la Oración de Jesús en el Huerto
- Cofradía de Jesús Atado a la Columna
- Cofradía del Descendimiento
- Cofradía de la Coronación de Espinas

### Samper de Calanda
El descendimiento del Cristo de la Cama y a continuación la procesión del Santo Entierro (Viernes Santo por la tarde) son dos actos muy solemnes, así como el traslado del Santísimo al Monumento (Jueves Santo por la tarde).
- Paso de la Entrada de Jesús en Jerusalén
- Paso de la Oración en el Huerto de los Olivos
- Paso de la Virgen de los Dolores
- Cofradía del Santísimo y de los Soldados Romanos
- Paso de Jesús Nazareno
- Paso de la Cama
- Paso de Jesús Atado a la Columna
- Paso del Cristo de la Agonía

### Urrea de Gaén
- Alabarderos

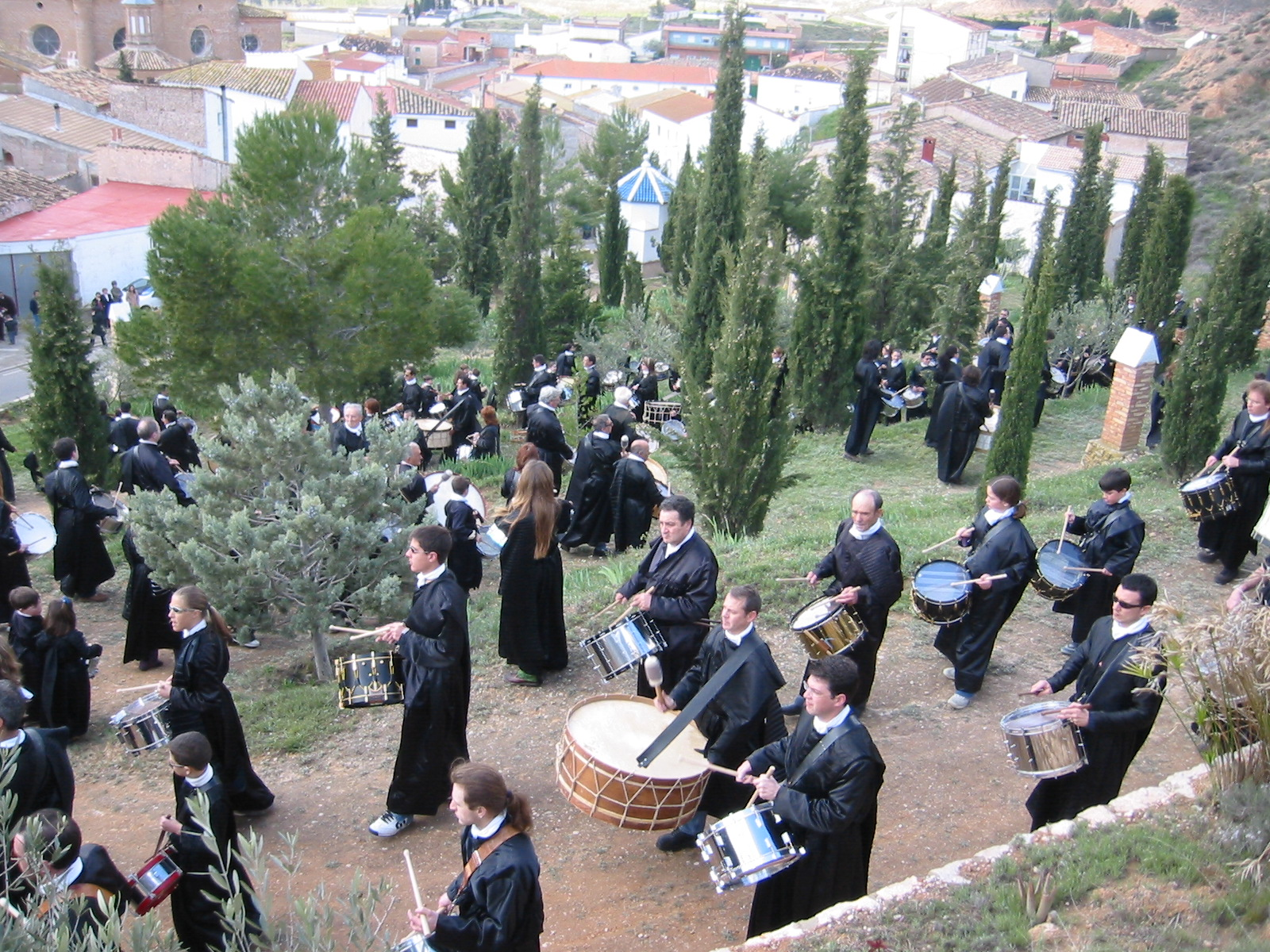
Procesión en Urrea de Gaén.

- Cofradía de la Venerable Orden de San Francisco
- Cofradía de las Esclavas de la Virgen de los Dolores
- Paso de El Nazareno
- Paso de la Burrica
- Paso de la Oración en el Huerto
- Paso de la Virgen de los Dolores
- Paso de San Juan
- Paso del Cristo Crucificado
- Paso del Cristo Yacente
- Paso de la Virgen de la Esperanza